# Kogelduizendknoop
Kogelduizendknoop (Persicaria capitata) is een plantensoort uit de duizendknoopfamilie (Polygonaceae).

## Determinatie
Kogelduizendknoop is een vaste, kruidachtige plant. Ze heeft een liggende groeiwijze en bereikt een hoogte van 10–20 cm. De plant is talrijk bezet met rode klierharen. De stengels wortelen op de knopen en de plant is daardoor een goede bodembedekker. Het elliptische tot eironde, donkergroene of roodachtige, 1–6 cm lange en 0,7–3 cm brede blad heeft een grote donkere halfronde tot V-vormige markering en aan één kant aan de bladvoet een klein lobje. Het blad heeft een aan één kant aan de voet van de bladsteel een kort gewimperd, 5–12 mm lang tuitje. De bladrand is rood en behaard.
De soort bloeit vanaf juni tot in de herfst met lichte tot vrij donkere roze bloemen, die in een bolvormige, 1–2 cm grote bloeiwijze zitten. De bloeiwijze is botanisch gezien een tros. De meeldraden zijn in de bloemkroon ingesloten en hebben roze tot rode helmknoppen. Een bloem heeft vijf tepalen, drie stijlen en acht meeldraden.
De vrucht is een eenzadige dopvrucht. Het aantal chromosomen is 2n = 22.

## Verspreiding
Het natuurlijke verspreidingsgebied van kogelduizendknoop strekt zich uit over de Himalaya. In Nederland is de soort ingeburgerd.

## Fotogalerij

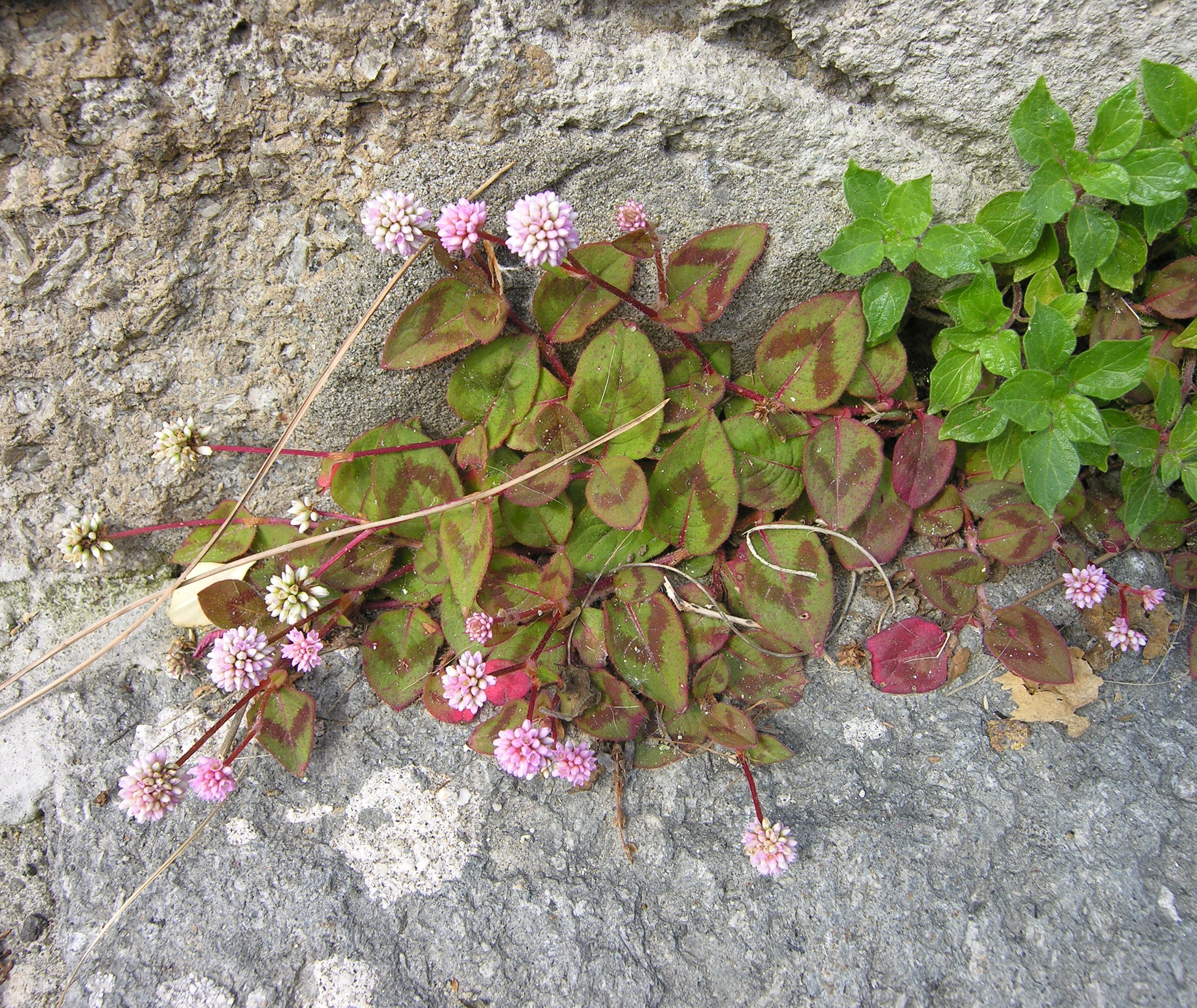
Plant
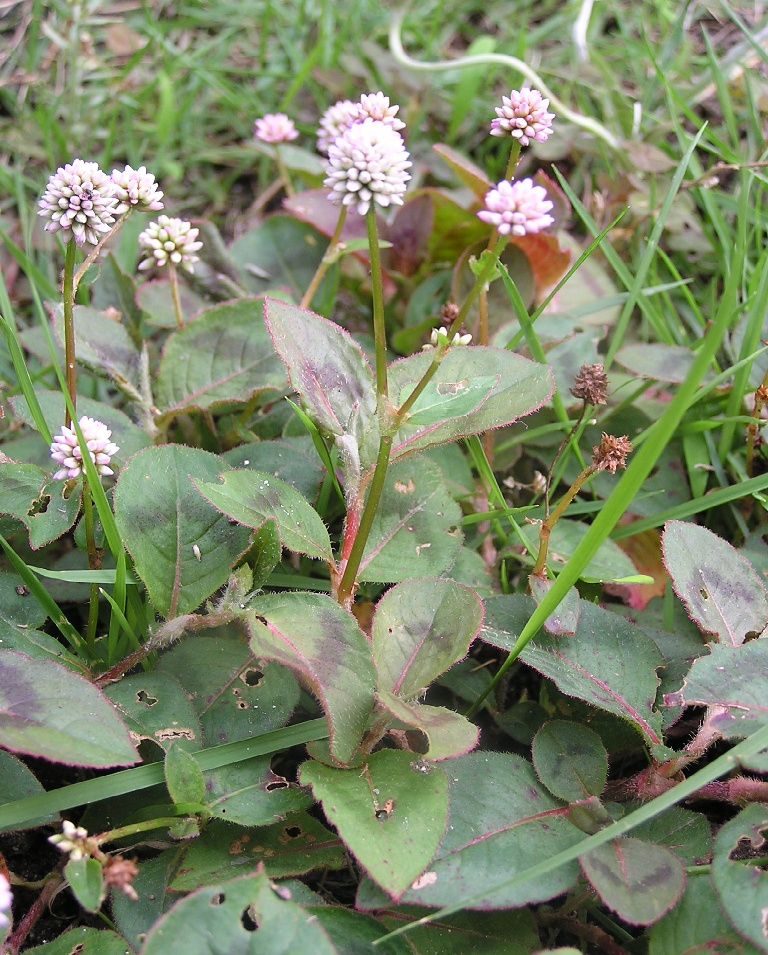
Bladeren en tuitje
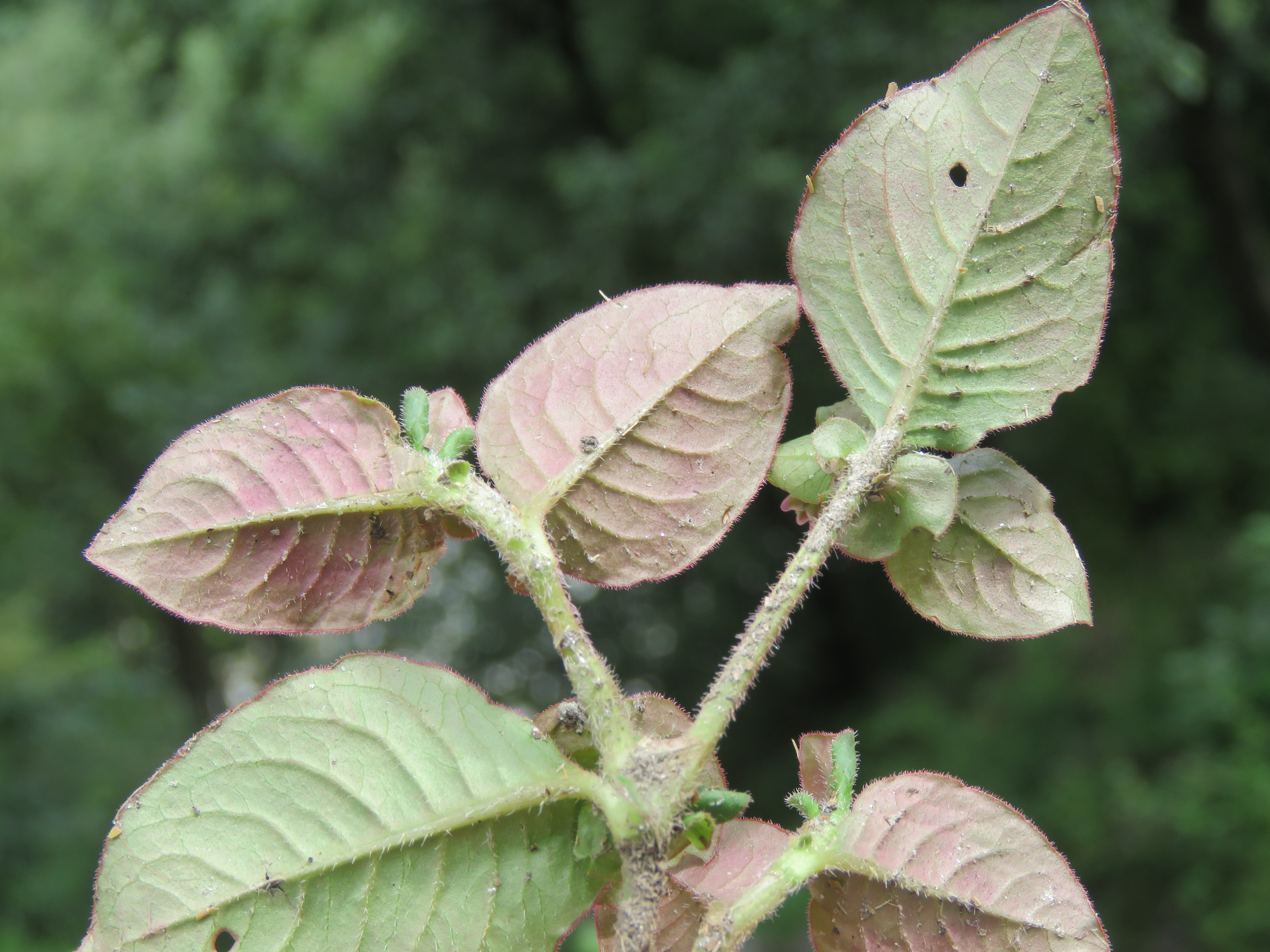
Achterkant bladeren en met lobje
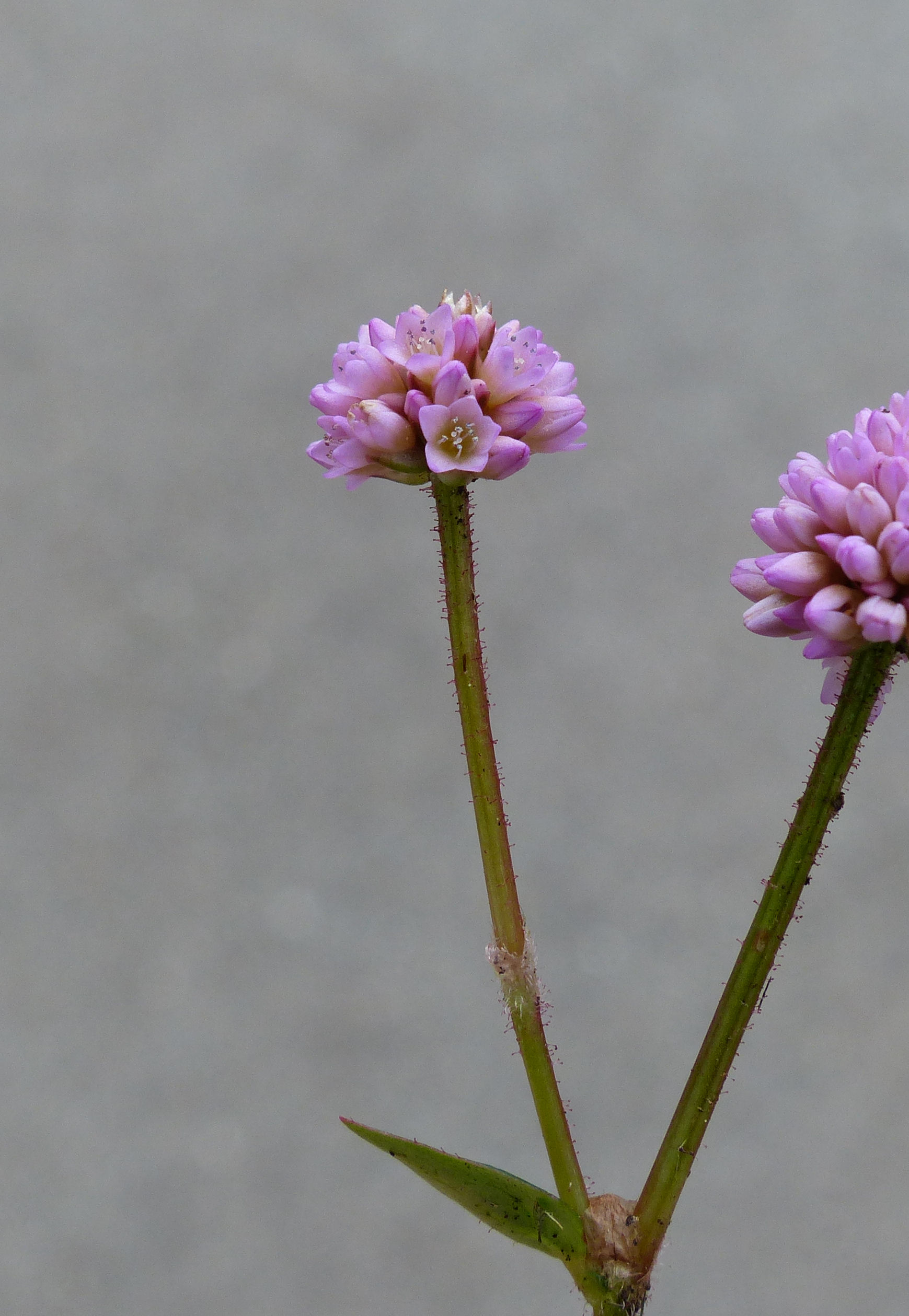
Bloemen